# Сирели Бобо
Сирели Бобо (енгл. Sireli Bobo; 28. јануар 1976) професионални је рагбиста и репрезентативац Фиџија, који тренутно игра за Ла Рошел у француској Топ 14 лиги. Играо је за рагби 7 репрезентацију Фиџија од 1998., до 2005. Током каријере променио је много клубова, играо је у Португалу и у Шпанији. На Новом Зеланду је играо за Велингтон и за Хјерикејнсе. За рагби 15 репрезентацију Фиџија је дебитовао 2004., у тест мечу против Тонге. Играо је рагби и у Италији и на Јапану, а највише у Француској. Био је део селекције Фиџија на светском купу 2007. У сезони 2005-2006 био је најбољи стрелац, када су у питању постигнути есеји за Олимпик Биариц. 14. јуна 2014., постао је најстарији играч у историји репрезентације Фиџије, одиграо је меч против Тонге са 38 година. Укупно је постигао 9 есеја у 16 утакмица за Фиџи. Тренутно игра за По. 